# La Creu de Morsell
La Creu de Morsell és una muntanya de 266 metres que es troba al municipi d'Olivella, a la comarca del Garraf.